# Stenothoe peltata
Stenothoe peltata är en kräftdjursart. Stenothoe peltata ingår i släktet Stenothoe och familjen Stenothoidae. Inga underarter finns listade i Catalogue of Life.